# Старогнилицька сільська рада
Старогнили́цька сільська́ ра́да — адміністративно-територіальна одиниця та орган місцевого самоврядування в Чугуївському районі Харківської області. Адміністративний центр — село Стара Гнилиця.

## Загальні відомості
Старогнилицька сільська рада утворена в 1922 році.
- Територія ради: 41,561 км²
- Населення ради: 799 осіб (станом на 2001 рік)

## Населені пункти
Сільській раді підпорядковані населені пункти:
- с. Стара Гнилиця

## Склад ради
Рада складається з 12 депутатів та голови.
- Голова ради: Дерека Валерій Федорович
- Секретар ради: Капустник Валентина Федорівна

### Керівний склад попередніх скликань
| Прізвище, ім'я, по батькові | Основні відомості                                                                       | Дата обрання | Дата звільнення |
| --------------------------- | --------------------------------------------------------------------------------------- | ------------ | --------------- |
| Дерека Валерій Федорович    | Сільський голова, 1969 року народження, освіта середня спеціальна, безпартійний         | 26.03.2006   | 31.10.2010      |
| Дерека Валерій Федорович    | Сільський голова, 1969 року народження, освіта середня спеціальна, член Партії регіонів | 31.10.2010   |                 |

Примітка: таблиця складена за даними сайту Верховної Ради України

### Депутати
За результатами місцевих виборів 2010 року депутатами ради стали:

#### За суб'єктами висування
| Суб'єкт висування                                       | Кількість обраних депутатів | %    |
| ------------------------------------------------------- | --------------------------- | ---- |
| Партія регіонів                                         | 10                          | 83,3 |
| Політична партія Всеукраїнське об'єднання «Батьківщина» | 2                           | 16,7 |

#### За округами
| № округу                                                | Прізвище, ім'я, по батькові    | Дата визнання обраним | Освіта             | Партійна приналежність                        | Відомості про обраного депутата |
| ------------------------------------------------------- | ------------------------------ | --------------------- | ------------------ | --------------------------------------------- | --- |
| Партія регіонів                                         |                                |                       |                    |                                               | |
| 1                                                       | Бабак Микола Федорович         | 01.11.2010            | вища               | член Партії регіонів                          | держінспекціязахисту рослин Чугуївського району, начальник |
| 2                                                       | Осадчий Тимофій Сергійович     | 01.11.2010            | середня спеціальна | член Партії регіонів                          | АФ "Надія"ТОВ, головний інженер |
| 3                                                       | Кім Анастас Миколайович        | 01.11.2010            | середня спеціальна | член Партії регіонів                          | АФ "Надія"ТОВ, завідувач складу |
| 6                                                       | Гулай Василь Олексійович       | 01.11.2010            | вища               | член Партії регіонів                          | відділ виробництва та розвитку ринків рослинництва та інженерно-технічного забезпечення управління агропромислового розвитку Чугуївської райдержадміністрації, начальник |
| 7                                                       | Капустник Сергій Олександрович | 01.11.2010            | вища               | член Партії регіонів                          | Бунаківська НВК Лозівського району, вчитель |
| 8                                                       | Капустник Валентина Федорівна  | 01.11.2010            | середня спеціальна | член Партії регіонів                          | Старогнилицька сільська ради, секретар |
| 9                                                       | Рало Володимир Іванович        | 01.11.2010            | вища               | член Партії регіонів                          | управління сільського господарства Чугуївської райдержадміністрації, начальник                                                                                           |
| 10                                                      | Мамонов Артем Васильович       | 01.11.2010            | незакінчена вища   | член Партії регіонів                          | загальноосвітня школа І-ІІІ ст. с. Стара Гнилиця, вчитель |
| 11                                                      | Рало Лариса Яківна             | 01.11.2010            | середня спеціальна | член Партії регіонів                          | пенсіонер |
| 12                                                      | Ребрищева Надія Миколаївна     | 01.11.2010            | вища               | член Партії регіонів                          | Старогнилицька сільська рада, бухгалтер |
| Політична партія Всеукраїнське об'єднання «Батьківщина» |                                |                       |                    |                                               | |
| 4                                                       | Чемшит Валентина Іванівна      | 01.11.2010            | вища               | член Всеукраїнського об'єднання «Батьківщина» | Старогнилицька сільська рада, землевпорядник |
| 5                                                       | Дерека Юлія Юріївна            | 01.11.2010            | вища               | позапартійна                                  | приватний підприємець |